# Causa UCEP
La Causa Ucep o Unidad de Control del Espacio Público es una causa judicial tramitada ciudad de Buenos Aires, Argentina. Tramitada en el Juzgado Nacional en lo criminal 49 La UCEP fue denunciada por la Defensoría del Pueblo, partidos opositores, periodistas, vecinos y personas sin techo damnificadas, por ejercer violencia física y verbal contra indigentes y sustraerles sus pertenencias. Existe, a su vez, un caso en el que una mujer embarazada denunció no sólo haber sido golpeada e insultada, sino también haber sido abusada sexualmente por miembros de la UCEP, lo que derivó en un desplazamiento de placenta constatado por personal médico del hospital Ramos Mejía.